# Meadow Lake (Kanada)
Meadow Lake – miasto w Kanadzie, w prowincji Saskatchewan.